# Рузаново
Руза́ново (рос. Рузаново) — село складі Спаського району Пензенської області, Росія.
Населення — 168 осіб (2010; 202 у 2002).
Національний склад станом на 2002 рік:
- росіяни — 100 %